# Anthurium oreophilum
Anthurium oreophilum är en kallaväxtart som beskrevs av Luis Aloysius, Luigi Sodiro. Anthurium oreophilum ingår i släktet Anthurium och familjen kallaväxter. Inga underarter finns listade.